# Ake (Einheit)
Das Ake, auch Aki oder Teil, war eine Masseneinheit für Gold in Guinea. Viele bekannt gewordenen Maßbeziehungen entstammen nur Reiseberichten und sind nicht immer eindeutig.
- 1 Ake = 0,07649 Lot (Preußen = 16,667 Gramm) = 1,275 Gramm
- 1 Unze = 16 Teile = 16 Ake = 20,396 Gramm
- 36 Ake = 1 Benda
- 40 Ake = 1 Periguin